# ヘイズリー・クロフォード・スタジアム
ヘイズリー・クロフォード・スタジアム（英: Hasely Crawford Stadium）は、トリニダード・トバゴのポートオブスペインにあるスタジアムである。トリニダード・トバゴ人として初めてオリンピック金メダルを獲得した陸上競技選手ヘイズリー・クロフォードにちなむ。元々は1980年にナショナルスタジアム（National Stadium）として建造され、2001年にクロフォードの名誉を称えて改名された。
収容可能人数は23,000人。2001 FIFA U-17世界選手権の決勝会場だった。TTプロリーグのサン・フアン・ハブロテが本拠地としている。